# Séverine (chanteuse)
Pour les articles homonymes, voir Séverine (homonymie).
Séverine, née Josiane Grizeau le 10 octobre 1948 à Paris, est une chanteuse française.

## Biographie
Josiane Grizeau commence à chanter en 1967 sous le pseudonyme de Céline, avant d'opter pour celui de Séverine et de Robie Lorr. Elle rejoint le groupe "Les Murators" dont fait partie Alain le Govic - Alain Chamfort au piano électrique. Sous le pseudonyme Robie Lorr, elle chante avec Nicolas Nils et Les Murators : When Something is Wrong with my Baby (reprise Sam and Dave) et Robie Lorr : I'll Never Leave You. Elle sortira chez Fontana l'album 33 tours Golf Drouot.
Elle quitte le groupe et obtient un premier succès en enregistrant le thème du film  de René Clément Le Passager de la pluie en 1970.
Séverine remporte le Concours Eurovision de la chanson pour Monaco en 1971 avec la chanson Un banc, un arbre, une rue. Elle enregistre le titre en anglais, en allemand et en italien mais c'est la version française qui atteindra la neuvième place du hit parade au Royaume-Uni. En 1972, la chanteuse se produit sur la scène de l'Olympia à Paris.
Elle fait ensuite carrière en Allemagne où le succès se poursuit jusqu'en 1981.
L'artiste continue à enregistrer et sort son premier CD en France en 1999. Elle se produit à la Cigale le 18 novembre 2000. À partir de 2002, Séverine sort un album live produit par Edina Music, « Retour à Paris ».
Séverine donne des cours de chant à Paris dans une école de musique. En 2007, elle fait une apparition chez Pascal Sevran lors de son émission spéciale sur l'Eurovision. En octobre 2010, elle participe à l'émission de Patrick Sébastien, Les Années bonheur sur France 2.
Le 9 mai 2011, elle est l'invitée auprès d'Amaury Vassili dans l'émission En route pour l'Eurovision sur France 3.
Le 5 mai 2012, sort l'album « Intégrale » avec 46 titres en français et 8 en langues étrangères sous le label Edina Music.
Le 30 décembre 2015, Séverine sort un album en téléchargement légal de 5 titres en français « Espérance » incluant une édition spéciale « Eurovision » avec des titres ayant participé aux présélections allemandes 75 et 82.
Le 11 juin 2016, après 10 ans d'absence sur le devant de la scène, Séverine chante son titre Un banc, un arbre, une rue pour le festival « Volcavision » en Auvergne, réunissant des artistes ayant participé et gagné le concours de l'Eurovision : Jacqueline Boyer, Anne-Marie David.
En 2021, Séverine fête ses 50 ans de victoire de l'Eurovision dont elle est l'unique gagnante de la principauté de Monaco. Le 23 Avril 2021, YO RECORDS sort un album pour fêter l'évènement, regroupant les plus grands succès de la chanteuse.

## Discographie (partielle)

### Singles
- 1967 Tu dis september (sous le pseudonyme de Céline)
- Un très beau pays (sous le pseudonyme de Céline ; Johnny Hallyday a composé la musique de cette chanson[2])
- Ne réponds pas (sous le pseudonyme de Céline)
- Si tu veux vraiment oublier (sous le pseudonyme de Céline)
- 1968 Golf Drouot I ll Never Leave You / When Something is Wrong with my Baby .(Sous le pseudonyme de Robie Lorr).
- Mama, dis-moi pourquoi (sous le pseudonyme de Séverine)
- J’aime
- Vers la lumière
- Rien qu’une fille
- 1969 Pleure sur nous / Tu ne vois jamais le vent / les enfants qui attendent Noel / Je suis bien la même.
- Nothing bad can be this good (version anglaise Tu ne vois jamais le vent 1971)
- Ich Denke Oft Noch An Dich (Version allemande tu ne vois jamais le vent 1972)
- La la mélodie / Je ferme les yeux je compte dix.
- 1970 Le Passager de la pluie
- C'est la vie / tchibou tchiba.
- Sympathie / du soleil plein les yeux.
- 1971 Un banc, un arbre, une rue (version. allemande. Mach die Augen zu)
- Il posto (version italienne de Un banc...)
- Chance in time (version anglaise de Un banc)
- Ja der Eiffelturm
- Vivre pour moi (Michel Sardou signe les paroles de cette chanson ; musique : Jacques Revaux - Bernard Estardy)
- Vivro solo per me (version italienne Vivre pour moi)
- You are the sun (version anglaise Vivre pour moi)
- Comme un forgeron / Come un martello (version italienne 1972)
- J’ai besoin de soleil
- Comme un appel
- 1972 Sing me a love song (version anglaise Comme un appel)
- Der Duft von Paris
- 1972 Il bat 100 000 fois par jour
- 1972 Là où tu n'es pas
- 1972 Qu'il est bon de flâner (version française de Easy Come Easy Go)
- 1972 Olala l'amour
- 1972 Mon tendre amour
- 1973 Ich zeig' dir mein Paris
- 1973 Il faut chanter la vie
- 1973 Jetzt geht die Party richtig los
- 1974 Vergessen heißt verloren sein
- 1974 Was wird aus einer verlorenen Liebe
- 1975 Dreh dich im Kreisel der Zeit
- 1975 Du bist für mich der größte Schatz
- 1976 Heißer als Feuer
- 1976 Was ich nicht weiß, macht mich nicht heiß
- 1977 Achtung - hier kommt ein Mensch, der gerne küßt
- 1978 Moulin Rouge
- 1979 Du gehst vorbei
- 1981 Sieben Tränen
- 1982 Sie kam aus Frankreich
- 1982 Ich glaub' an meine Träume
- 1982 So ein Sommersonnentag
- 1983 Solitaire
- 1983 Und am Morgen geht die Sonne auf
- 1986 Nur wir beide allein
- 1986 Jeder neue Tag
- 1987 Träume einer Sommernacht
- 1988 Die Frau im Schatten
- 1991 Einer für alle - alle für einen
- 1994 Leben Einfach leben

- 1995 Mit jeder Stunde
- 1996 Du Bist Nur Ein Kieselstein
- 1999 Gute Freunde
- 2003 Nur wenn Menschen sich versteh'n

### Albums en allemand
- 1971 Grand Prix für Severine
- 1972 Der Duft von Paris
- 1974 Verlorene Liebe
- 1983 Sie kam aus Frankreich
- 1994 Leben - Einfach leben

### Albums en français
- 1971 Un banc, un arbre, une rue
- 1972 Comme un appel
- 1999 Séverine
- 2002 Retour à Paris
- 2012 Séverine Intégrale
- 2015 Séverine Espérance
- 2021 Séverine "un banc Un arbre Une rue.